# Església de l'Assumpció de Cubla
L'església de l'Assumpció, sub invocatione Assumptionis Beatae Mariae Virginis, com era costum al segle xiii, és un temple catòlic situat a la localitat aragonesa de Cubla (Espanya). El 2002 va ser declarat Bé Catalogat. Data al voltant del pas del segle xvi al segle xvii i és d'estil gòtic-renaixentista.
Es tracta d'una construcció de paredat amb carreu en els elements principals. Presenta nau única amb capelles laterals entre contraforts i capçalera poligonal amb capella axial; té torre adossada als peus.
La nau consta de quatre trams coberts amb voltes de creueria estrelada de complex disseny, separades per arcs torals que sostinguts per pilastres poc ressaltades; compta amb cor alt als peus. Les capelles laterals s'obrin en arc de mig punt i es cobreixen amb voltes de crucería estavellada. La capçalera es cobreix, així mateix, amb volta de creueria estrelada, i compta amb una capella en l'eix i dues estades laterals, quedant el volum poligonal embolicat a l'exterior, per un recte de menor altura; la capella axial es cobreix amb volta de canó decorada amb cassetons amb florons, igual que l'intradós de l'arc d'accés que va ser encegat en col·locar el retaule major, realitzant-se actualment l'ingrés des de l'estada del costat dret. La decoració és molt sòbria, amb superfícies arrebossades i pintades sobre les quals destaquen la decoració de puntes de diamant dels torals i dues cornises motllures, una a l'altura de les capelles i una altra a l'altura de l'arrencada de les voltes de la nau.
A l'exterior destaca la sobrietat dels paraments, coronats per un ràfec de maó en dent de serra sobre mènsules en volada. La portada, sota arc cobert amb creueria estrelada, s'obre en arc de mig punt amb intradós i brancals decorats amb puntes de diamant i flanquejat per columnes estriades amb capitells corintis, sostenint un entablament decorat amb cares i motius vegetals sobre el qual es disposen tres fornícules coronades per un frontó. La torre és de planta quadrada i de quatre cossos separats per cornises molduradas de pedra; els dos últims obren obertures en arc de mig punt, decorant-se el superior, octogonal i de maó, amb taulells.